# Eilert Falch-Lund

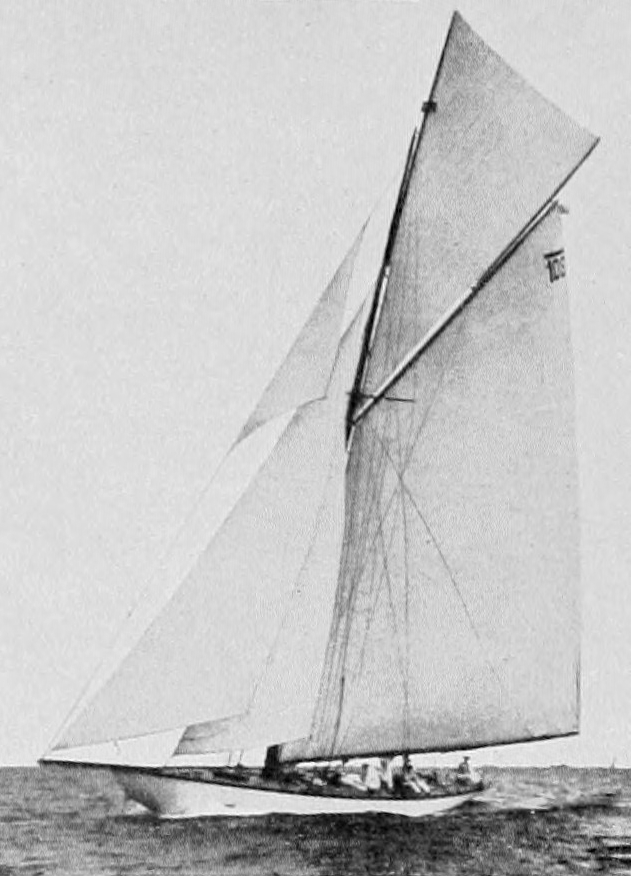
Jacht Magda IX

Eilert Dietrichson Falch-Lund (ur. 27 stycznia 1875 w Oslo, zm. 2 lutego 1960 tamże) – norweski żeglarz, dwukrotny olimpijczyk, zdobywca złotego medalu w regatach na Letnich Igrzyskach Olimpijskich w 1912 roku w Sztokholmie.
Na Letnich Igrzyskach Olimpijskich 1912 zdobył złoto w żeglarskiej klasie 12 metrów. Załogę jachtu Magda IX tworzyli również Nils Bertelsen, Carl Thaulow, Halfdan Hansen, Arnfinn Heje, Alfred Larsen, Petter Larsen, Christian Staib, Johan Anker i Magnus Konow.
Cztery lata wcześniej zajął czwarte miejsce w klasie 8 metrów. Załogę jachtu Fram stanowili wówczas także Johan Anker, Einar Hvoslef, Hagbart Steffens i Magnus Konow.